# Lee Yoon-ji
Lee Yoon-ji (Mapo-gu, Seúl, 15 de marzo de 1984) es una actriz surcoreana.

## Vida personal
El 27 de septiembre de 2014 se casó con Jung Han-wool, un dentista, en el Edificio 63 en Yeouido, Seúl. El 7 de octubre de 2015 la pareja le dio la bienvenida a su primera hija, Jung Ra-ni. En noviembre de 2019 se anunció que la pareja estaba esperando a su segundo bebé juntos el 17 de abril de 2020 la pareja le dio la bienvenida a su segunda hija, Ra-dol.

## Carrera
Desde el 2009 forma parte de la agencia Namoo Actors.
Después de debutar como actriz en la serie Nonstop 4, ha sido protagonista en series de televisión como Pure 19 (2004), Princess Hours (2006), Dream High (2011), El Rey 2 Corazones (2012), y Wang Family (2013).
También participó en la temporada 1 de We Got Married (2008-2009), así como en la película de comedia y romance Couples (2011). y el drama The Great Seer (SBS, 2012).

## Filmografía

### Series de televisión
| Año       | Título                                  | Personaje           | Canal        | Ref.                 |
| --------- | --------------------------------------- | ------------------- | ------------ | -------------------- |
| 2003      | Nonstop 4                               | Lee Yoon-ji         | MBC          |                      |
| 2004      | Han River Ballad                        | Yoon Da-young       | MBC          |                      |
| 2005      | Biscuit Teacher and Star Candy          | Na Seon-jae         | SBS          |                      |
| 2005      | Sisters of the Sea                      | Song Choon-hee      | MBC          |                      |
| 2006      | Princess Hours                          | Princesa Hye-myung  | MBC          |                      |
| 2006–2007 | Pure 19                                 | Park Yoon-jung      | KBS 1TV      |                      |
| 2007      | By My Side                              | Seo Eun-joo         | MBC          |                      |
| 2008      | The Great King, Sejong                  | Reina Soheon        | KBS 1TV      |                      |
| 2008      | HDTV Literature "Spring, Spring Spring" | Hye-eun             | KBS 1TV      |                      |
| 2009      | Children of Heaven                      | Yoon Sa-rang        | SBS          |                      |
| 2009      | Heading to the Ground                   | Oh Yeon-yi          | MBC          |                      |
| 2010      | John and Rugalda, Two Virgin Spouses    | Lee Soon-yi/Rugalda | PBC          |                      |
| 2010      | Dandelion Family                        | Park Hye-won        | MBC          |                      |
| 2011      | Dream High                              | Shi Kyung-jin       | KBS 2TV      |                      |
| 2011      | Drama Special "Terminal"                | Yeon-soo            | KBS 2TV      |                      |
| 2012      | The King 2 Hearts                       | Lee Jae-shin        | MBC          |                      |
| 2012      | The Great Seer                          | Ban-ya              | SBS          |                      |
| 2013      | Dating Agency: Cyrano                   | Ma Jae-in           | tvN          |                      |
| 2013      | Wang's Family                           | Wang Gwang-bak      | KBS 2TV      |                      |
| 2014      | Drama Special "That Kind of Love"       | Yeon-soo            | KBS 2TV      |                      |
| 2014      | Dr. Frost                               | Song Sun            | OCN          |                      |
| 2015      | Ex-Girlfriend Club                      | Jang Hwa-young      | tvN          |                      |
| 2016–2017 | Person Who Gives Happiness              | Im Eun-hee          | MBC          |                      |
| 2017      | Amor revolucionario                     | Cameo, episodio 1   | tvN          | [ 13 ]               |
| 2018      | The Third Charm                         | Baek Joo-ran        | JTBC         |                      |
| 2022      | Woo, una abogada extraordinaria         | Cameo               | ENA, Netflix | [ 14 ]               |
| 2023-24   | Mi adorable demonio                     | Noh Soo-an          | SBS          | [ 15 ] [ 16 ] [ 17 ] |

### Programas de variedades
| Año       | Programa                                | Episodios                           | Canal   |
| --------- | --------------------------------------- | ----------------------------------- | ------- |
| 2003      | Saturday Freedom                        |                                     | KBS 2TV |
| 2008–2009 | We Got Married                          | Temp. 1 - Ep.39-55 (junto a Kangin) | MBC     |
| 2008–2010 | Entertainment Weekly                    | Conductora                          | KBS 2TV |
| 2009      | Love Tree 36.5                          |                                     | OnStyle |
| 2009      | Big Star X-File                         |                                     | KBS 2TV |
| 2013      | Miss Korea                              | Conductora                          | Y-Star  |
| 2021      | Oh Eun-young's Golden Counseling Center | Conductora                          | Canal A |

### Cine
| Año  | Película                                      | Personaje | Notas                  |
| ---- | --------------------------------------------- | --------- | ---------------------- |
| 2004 | Dead Friend                                   | Eun-jung  |                        |
| 2011 | Social Network Interaction Movie - Episode X3 | Ray       | BMW Korea Cortometraje |
| 2011 | Couples                                       | Ae-yeon   |                        |
| 2012 | 992                                           |           | Cortometraje           |
| 2021 | Dream Palace                                  | Su-in     |                        |
| 2022 | Good Morning                                  | Jin-ah    | [ 18 ]                 |

## Discografía
| Año  | Título                                                                              | Notas                 |
| ---- | ----------------------------------------------------------------------------------- | --------------------- |
| 2003 | "Happy Days"                                                                        | Nonstop 4 OST         |
| 2006 | "Here Comes Love"                                                                   | Pure 19 OST           |
| 2010 | "Snow Falling in My Heart"                                                          | Love Tree Project     |
| 2011 | "Our Love Shines" (junto a Gong Hyung-jin, Kim Joo-hyuk, Lee Si-young y Oh Jung-se) | Couples OST           |
| 2012 | "I Long for You"                                                                    | The Great Seer OST    |
| 2012 | "First Love"                                                                        | The King 2 Hearts OST |
| 2014 | "That Person" (a dúo con Han Joo-wan)                                               | Wang's Family OST     |

## Premios y nominaciones
| Año  | Categoría        | Premio                       | Trabajo                                           | Resultado |
| ---- | ---------------- | ---------------------------- | ------------------------------------------------- | --------- |
| 2019 | SBS Family Award | 2019 SBS Entertainment Award | Same Bed, Different Dreams 2 – You Are My Destiny | Ganó      |